# 압둘 하디 압둘 하미드
압둘 하디 압둘 하미드(Abdul Hadi Abdul Hamid, 1987년 2월 25일~ )는 골키퍼를 맡은 말레이시아의 축구 선수이다.